# Barjer neizvestnosti
Barjer neizvestnosti (russisk: Барьер неизвестности, da.: ~Barriere til det ukendte) er en sovjetisk science fiction spillefilm fra 1961 produceret af Lenfilm og instrueret af Nikita Kurikhin.
Filmen er en fortælling om skaberne og testpiloterne af det sovjetiske eksperimentelle bemandede hypersoniske fly "Cyklone". Der var i USSR flere programmer med udvikling af hypersoniske fly, men ingen blev færdigudviklede. Filmens "Cyclone" har en lang række karakteristika (hastighed, flyvehøjde, "radioaktive forbrændingsaacceleratorer", igangsætning fra et moderfly etc.) til fælles med det amerikanske hypersoniske North American X-15.

## Handling
Langt ude på de centralasiatiske stepper er der et teststed, hvor nye jetfly testes, herunder et eksperimentelt fly, "Cyklone" med en raketmotor drevet af atomradioaktive acceleratorer, lanceret fra under skroget af et moderfly (en Tupolev Tu-16) og i stand til at lave en suborbital bemandet rumflyvning - for at nå en termosfærehøjde på 100 km samt hastigheder over 7200 km/t.
Pilotingeniør Sergej Bajkalov og forsker Vera Borisovna Stankevitj sendes til dette teststed.
Under den første testflyvning af "Cyclone" omkommer testpiloten. Kort forinden katastrofen har piloten set en glød omkring flyets skrog. Bajkalov og Stankevitj undersøger omstændighederne ved ulykken, og der gennemføres flere farlige testflyvninger med maskinen.

## Medvirkende
- Vjatjeslav Sjalevitj — Sergej Bajkalov
- Ella Sumskaja — Vera Borisovna
- Nikolaj Gritsenko — Lagin Vadim
- Aleksandr Grave — Fjodor Sokolov
- Vasilij Makarov — Oleg Kazantsev